# Gnathostenetroididae
Famille
Synonymes
- Gnathostenetroidae[1]

Les Gnathostenetroididae sont une famille de Crustacés de l'ordre des Isopodes.

## Systématique
La famille a été créée en 1967 par le zoologiste et carcinologiste russe Oleg Grigoryevich Kusakin (d) (1930-2001). Gnathostenetroides est le genre type.

## Liste des genres
Selon GBIF (25 mai 2022) :
- Caecostenetroides Fresi & Schiecke, 1968
- Gnathostenetroides Amar, 1957
- Neostenetroides Carpenter & Magniez, 1982
- Wiyufiloides Pérez-Schultheiss & Wilson, 2021

Selon ITIS (25 mai 2022) :
- Anneckella Chappuis & Delamare, 1957
- Caecostenetroides Fresi & Schiecke, 1968
- Gnathostenetroides Amar, 1957
- Maresiella Fresi & Scipione, 1980
- Neostenetroides Carpenter & Magniez, 1982

Selon World Register of Marine Species (25 mai 2022) :
- Caecostenetroides Fresi & Schiecke, 1968
- Gnathostenetroides Amar, 1957
- Neostenetroides Carpenter & Magniez, 1982